# Salix pilosiuscula
Salix pilosiuscula là một loài thực vật có hoa trong họ Liễu. Loài này được (C.K. Schneid.) B. Boivin miêu tả khoa học đầu tiên năm 1967.